# Tour de Berlin
Il Tour de Berlin (it.: Giro di Berlino) era una corsa a tappe di ciclismo su strada maschile svoltasi con cadenza annuale a Berlino, in Germania, dal 1953 al 2006.

## Storia
Creata nel 1953 come Berliner Etappenfahrt e storicamente riservata alla categoria dilettanti, dal 2005 al 2016 ha fatto parte del calendario dell'UCI Europe Tour come prova di classe 2.2U, cioè riservata agli under-23.

## Albo d'oro
Aggiornato all'edizione 2016.
| Anno                  | Vincitore              | Secondo               | Terzo                  |
| Berliner Etappenfahrt | Berliner Etappenfahrt  | Berliner Etappenfahrt | Berliner Etappenfahrt  |
| --------------------- | ---------------------- | --------------------- | ---------------------- |
| 1970                  | Werner Blaudzun        | Gerhard Nielsen       | Sven-Åke Nilsson       |
| 1971                  | Burkhard Ebert         | Jörgen Hansen         | Magne Orre             |
| 1972                  | Erwin Tischler         | Leif Hansson          | Sven-Åke Nilsson       |
| 1973                  | Andreas Troche         | Burkhard Bremer       | Erwin derlick          |
| 1974                  | Thorleif Andresen      | Wilfried Trott        | Tom Bilseth            |
| 1975                  | Jürgen Kraft           | Harry Hannus          | Rainer Podlesch        |
| 1976                  | Rudi Michalsky         | Hans Aemisegger       | Rudy Pevenage          |
| 1977                  | Rainer Podlesch        | Olaf Paltian          | Harry Hannus           |
| 1978                  | Volker Kassun          | Henning Jörgensen     | Wim van Steenis        |
| 1979                  | Morten Saether         | Dag Erik Pedersen     | Olse Silseth           |
| 1980                  | Harry Hannus           | Olaf Paltian          | Peter Becker           |
| 1981                  | Michael Marx           | Peter Becker          | Sixten Wackström       |
| 1982                  | Peter Becker           | Rainer Podlesch       | Frank Plambeck         |
| 1983                  | Morten Saether         | Kari Myyryläinen      | Laurent Vial           |
| 1984                  | Kim Eriksen            | John Carlsen          | Jesper Skibby          |
| 1985                  | Jeff Pierce            | Roy Knickman          | Marek Kuleszak         |
| 1986                  | Remig Stumpf           | Kari Myyryläinen      | Hartmut Bölts          |
| 1987                  | Roland Günther         | Frank Plambeck        | Peter Meinert Nielsen  |
| 1988                  | Eric Cent              | Frank Plambeck        | Thomas Dürst           |
| 1989                  | Giovanni Lombardi      | Siegfried Höbel       | Ed Kaczmarczyk         |
| 1990                  | Leo Peelen             | Giovanni Lombardi     | Rolf Aldag             |
| 1991                  | Steffen Wesemann       | Dan Frost             | Jan Bo Petersen        |
| 1992                  | Jan Bo Petersen        | Pavel Padrnos         | Uwe Berndt             |
| 1993                  | Ralf Schmidt           | Torsten Schmidt       | Glenn Magnusson        |
| 1994                  | Remigijus Lupeikis     | Andreas Bach          | Ralf Koldewitz         |
| 1995                  | Jan Bo Petersen        | Ralf Koldewitz        | Andreas Walzer         |
| 1996                  | Guido Fulst            | André Kalfack         | Robert Bartko          |
| 1997                  | Jan Karlsson           | Sven Steiner          | Tayeb Braikia          |
| 1998                  | Giorgio Bosisio        | Stan Marschinke       | Enrico Poitsche        |
| 1999                  | Lars Schröder          | Paolo Ardizzi         | Björn Schröder         |
| 2000                  | Bernhard Bocian        | Grzegorz Rosolinski   | Zbigniew Wyrzykowski   |
| Tour de Berlin        |                        |                       |                        |
| 2001                  | Andreas Günther        | Markus Fothen         | Björn Schröder         |
| 2002                  | David Garbelli         | Mirco Lorenzetto      | Maurizio Biondo        |
| 2003                  | Andreas Dietziker      | Stanislaw Below       | Christian Knees        |
| 2004                  | Tom Veelers            | Andreas Welsch        | Kasper Klostegaard     |
| 2005                  | Dominique Cornu        | Tiziano Dall'Antonia  | Christoph Meschenmoser |
| 2006                  | Alex Rasmussen         | Mark Cavendish        | Philipp Seubert        |
| 2007                  | Michael Franzl         | Frank Schulz          | Jörg Lehmann           |
| 2008                  | Travis Meyer           | Matthias Brändle      | Matt King              |
| 2009                  | Franz Schiewer         | Tom Relou             | Jakob Steigmiller      |
| 2010                  | Marc Goos              | Johannes Kahra        | Tino Thömel            |
| 2011                  | Jasha Sütterlin        | Thomas Koep           | Erick Rowsell          |
| 2012                  | Nikias Arndt           | Jan-Niklas Droste     | Stefan Poutsma         |
| 2013                  | Mathias Møller Nielsen | Sjors Roosen          | Lasse Norman Hansen    |
| 2014                  | Jochem Hoekstra        | Elmar Reinders        | Nils Politt            |
| 2015                  | Steven Lammertink      | Max Walscheid         | Aimé De Gendt          |
| 2016                  | Rémi Cavagna           | Maximilian Schachmann | Nathan Van Hooydonck   |